# Tôm hùm lông

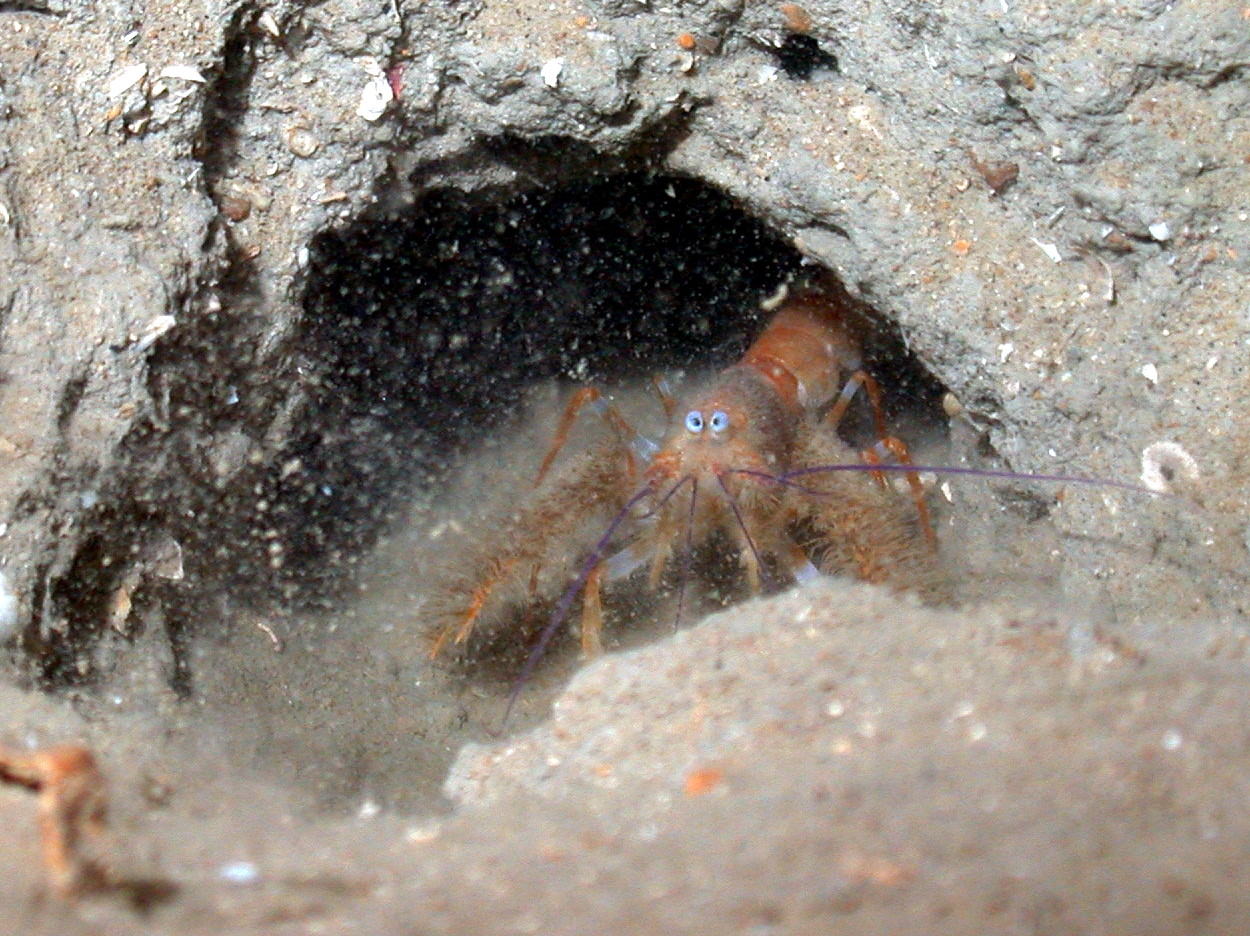
Tôm hùm lông đỏ.

Tôm hùm lông (đôi khi được gọi là tôm hùm san hô) là nhóm gồm một số loài tôm có quan hệ họ hàng gần với tôm mũ ni và tôm hùm gai. Râu của chúng không to bằng ở tôm hùm gai và tôm mũ ni. Cơ thể được bao phủ bởi những sợi lông ngắn, do đó có tên là tôm hùm lông. Mặc dù trước đây, chúng được coi là một họ riêng biệt với danh pháp Synaxidae Spence Bate, 1881, nhưng các loài tôm hùm lông đã được xếp lại vào họ Palinuridae vào năm 1990. Các nghiên cứu phân tử phát sinh loài sau đó đã xác nhận rằng các chi tôm hùm lông không tạo thành một nhóm tự nhiên và đều được xếp lồng vào các chi tôm hùm gai trong họ Palinuridae. Họ này hiện bao gồm 2 chi tôm hùm lông và 10 chi tôm hùm gai.

## Các loài
Tôm hùm lông từng được phân loại là một họ riêng Synaxidae Spence Bate, 1881, có 2 chi, với ba loài:
- Palinurellus gundlachi Von Martens , 1878 – Tôm hùm lông Caribe, được tìm thấy ở biển Caribe và bờ biển Đại Tây Dương của Nam Mỹ; được đặt theo tên của Juan Gundlach
- Palinurellus wieneckii (De Man , 1881) – tôm hùm đất, phân bố ở Ấn Độ Dương-Thái Bình Dương
- Palibythus magnificus P. JF Davie, 1990 – tôm hùm lông nhạc, từ Nam Thái Bình Dương (ban đầu được mô tả từ Samoa)